# Java (Harlingen)
Het voormalige pakhuis Java aan de Noorderhaven 80 is een monumentaal pand in de stad Harlingen in de Nederlandse provincie Friesland.

## Geschiedenis
Het pakhuis met een dwars schilddak dateert oorspronkelijk uit de 17e eeuw. Rond 1800 werd het pand gewijzigd, waarbij de boog- en hoekblokken intact bleven. De naam zou verwijzen naar de herkomst van de goederen, die in het pakhuis lagen opgeslagen. Rond de jaren zeventig van de 20e eeuw kwam het pand in het bezit van de Hein Buisman Stichting, een organisatie die zich in Harlingen beijvert voor het behoud van het culturele erfgoed. De stichting verkocht het pand door aan de gemeente Harlingen, die ook het naastgelegen pand aan de Noorderhaven 82 in bezit had. Hoewel monumentenzorg aanvankelijk niet akkoord ging met de verbouwplannen van de gemeente, omdat het pakhuiskarakter te veel zou worden aangetast, kwam men uiteindelijk tot een vergelijk. Het pand werd voor 800.000 gulden gerestaureerd waarbij de buitenmuren intact bleven. Op de tweede verdieping bevindt zich een hijsluik, met daarboven een hijsbalk. In beide panden werden na de verbouwing gemeentelijke diensten ondergebracht. Het voormalige pakhuis is erkend als een rijksmonument.